# Roma locuta, causa finita
Roma locuta, causa finita es una paremia latina que en español significa literalmente: «Roma ha hablado, el caso está cerrado».
Se usa para indicar que un determinado asunto ha sido zanjado por alguien que tiene una autoridad inapelable.

## Origen
El origen de esta frase lo encontramos en San Agustín de Hipona (354-430). Para cerrar la controversia pelagiana, el Papa Inocencio I condenó esa herejía con tal rotundidad en el año 417, que motivó a San Agustín de Hipona a pronunciar esta frase famosa el 23 de septiembre de 417 en su sermón número 131.10:

«...iam enim de hac causa duo concilia missa sunt ad sedem apostolicam; inde etiam rescripta venerunt; causa finita est.» (...sobre este asunto, ya dos Concilios enviaron mensaje a la Sede Apostólica, la cual devolvió respuesta. El caso está cerrado.)

## Usos posteriores
Esta frase tuvo gran difusión y es citada frecuentemente manteniendo su forma latina, y en algunos casos desautomatizada —adaptada al contexto— como vemos en los siguientes ejemplos:
- Tras el Descubrimiento de América, los Reyes Católicos recurren al Papa Alejandro VI para la legitimación de sus intervenciones en el Nuevo Mundo. El Papa emitió hasta cuatro bulas en 1493, señalando la línea de demarcación entre los territorios reservados a España y a Portugal (bulas que posteriormente sentarían las bases del Tratado de Tordesillas). El rey portugués no aceptó la línea papal de demarcación y, tras su protesta ante el Papa, recibió como respuesta: «Roma locuta, causa finita» imponiéndose así la voluntad papal.[5]

- Irónicamente, también se usa la frase sustituyendo el sujeto (Roma), o usando signos de interrogación. Por ejemplo: «Cuba locuta, ¿causa finita?»,[6] «Scientia locuta, causa finita»,[7] o también «Google locuta, causa finita».